# Ursus arctos beringianus
El oso de Kamchatka (Ursus arctos beringianus) es una subespecie de oso pardo propia de la península rusa de Kamchatka y de algunas islas cercanas. De aspecto y costumbres similares a los osos Kodiak de Alaska, posee un tamaño algo menor y una coloración más oscura.

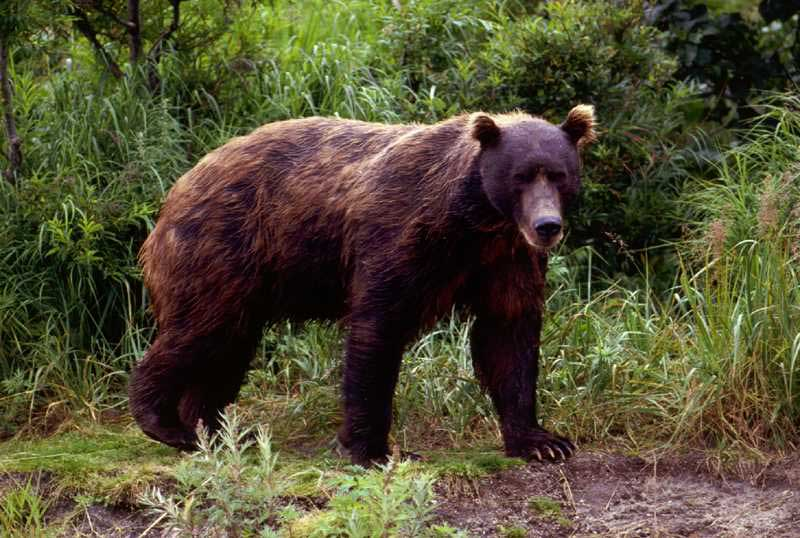
Oso de Kamchatka en primavera, muy delgado porque acaba de salir de su hibernación.